# Гундоальд
Гундоа́льд (нем. Gundoald; около 565—616) — сын Гарибальда I, первого известного по имени герцога Баварии, и Вальдрады, дочери короля лангобардов Вахо, герцог Асти примерно с 589 года.

## Биография
Гундоальд происходил из рода Агилольфингов и был братом герцога Баварии Гримоальда I, герцога Баварии Тассилона I и лангобардской королевы Теоделинды.
В 588 году его старшая сестра Теоделинда была помолвлена с королём лангобардов Аутари. Потенциальная опасность  союза Агилольфингов с лангобардами спровоцировала в 589 году вторжение франков в Баварию. Теоделинда и Гундоальд  бежали в Италию. Там 15 мая 589 года произошло бракосочетание Теоделинды с королём Аутари. Гундоальд был наделён герцогством Асти и получил руку внучки лангобардского короля Вахо. С ней он имел двоих детей: Гундперта и Ариперта I.
Гундоальд, как отец Ариперта I, являлся родоначальником баварской линии королей лангобардов.
Гундоальд был убит стрелой в 616 году.